# Almacenes del Frente de la Marina
Los almacenes del Frente de la Marina son un conjunto de cuatro almacenes situados en Melilla la Vieja

## Descripción

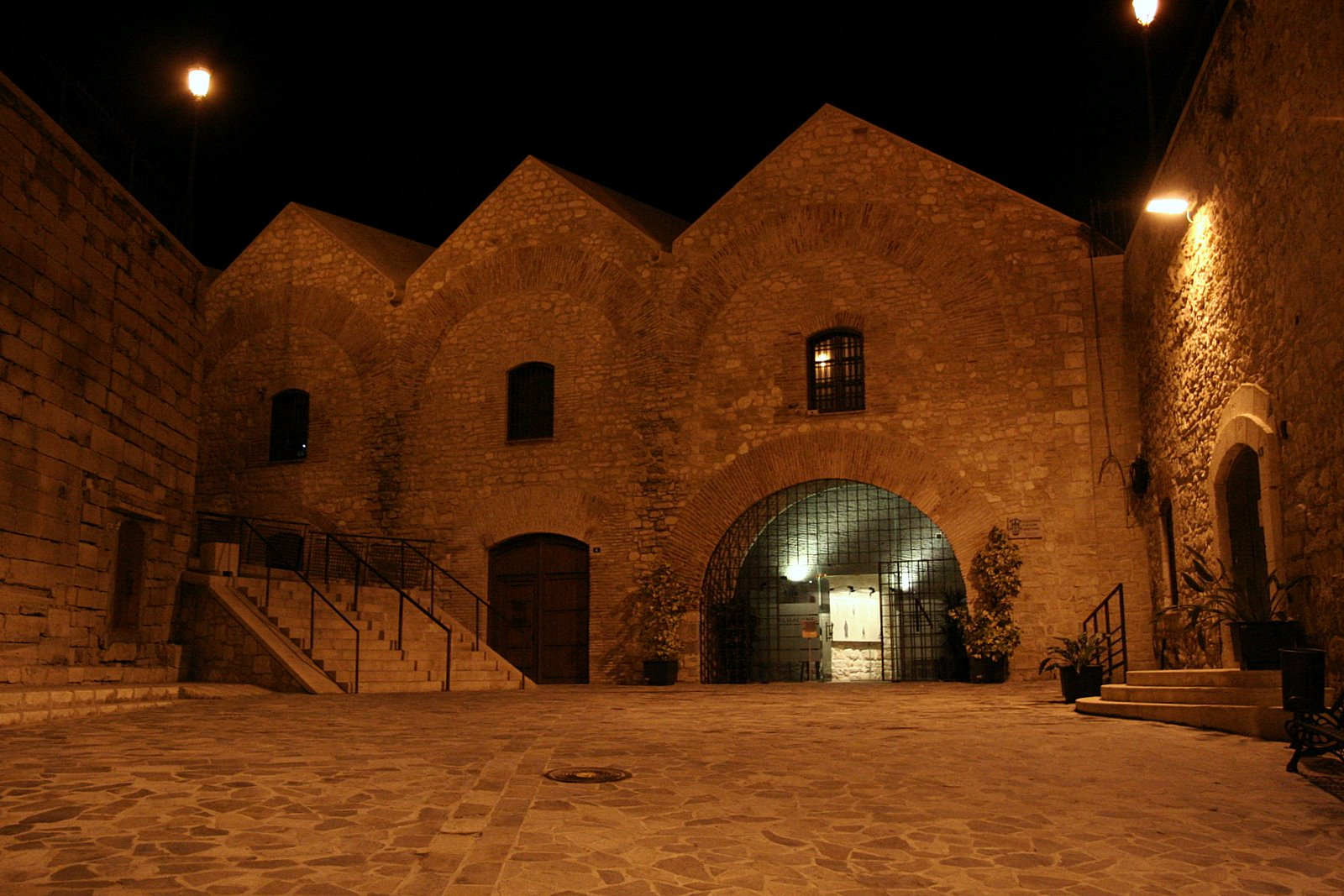
Almacén de las Peñuelas

Están situados en el Frente de la Marina del Primer Recinto Fortificado de Melilla.
Fueron construidos en el siglo XVIII para albergar alimentos leña y armas, con dos plantas de arcos y bóvedas de rosca de ladrillo y muros de piedra de la zona.
Lo forman los almacenes, de la Florentina, de San Juan Viejo, la Sala de Armas de San Juan, Asociación de Estudios Melillenses, Museo Etnográfico y los Almacenes de las Peñuelas, Museo de Arqueología e Historia y Museo Costumbrista Sefardí y Bereber.